# 払米
払米（はらいまい）とは、江戸時代に江戸幕府や諸藩、旗本が徴収した年貢米を民間に売却すること、あるいはその米のこと。

## 概要
諸藩や旗本の場合は自領内での払米もあったが、一般的には江戸幕府や東国諸藩、旗本は江戸において、西国諸藩は大坂に設置した蔵屋敷から札差などの商人を通じて売却されていた。
一旦、これらの都市で売却された払米は市中のみならず周辺部や全国各地に売り出されていった。